# أديبوروش
أديبوروش هو فيلم هندي قادم مبني على ملحمة رامايانا من إخراج أوم روت وإنتاج تي سيريز،الفيلم من بطولة برابهاس،كريتي سانون وسيف علي خان.من المقرر عرض الفيلم في 11 أغسطس 2022.

## روابط خارجية
أديبوروش على موقع IMDb (الإنجليزية)
- أديبوروش على موقع روتن توميتوز (الإنجليزية)
- أديبوروش على موقع قاعدة بيانات الفيلم (الإنجليزية)
- أديبوروش على موقع ليتربوكسد (الإنجليزية)